# Svealand
Svealand, grob landesgeographisch Mittelschweden, ist der mittlere der drei Landesteile (landsdelar) Schwedens.

## Zum Begriff
Svealand umfasst die historischen Provinzen Dalarna, Västmanland, Uppland, Värmland, Närke und Södermanland. Früher gehörte auch Gästrikland dazu, das heute zu Norrland gehört, sowie die Ålandinseln, die heute zur Republik Finnland gehören.
Das Gebiet hat eine Fläche von 91.098 km² und eine Bevölkerung von 3.610.400 (Stand 31. Dezember 2007).
Svealand war früher die Bezeichnung für das Ausbreitungsgebiet der Svear um den Mälarsee herum. Der schwedische Name Schwedens, Sverige, bedeutet etwa Reich der Svea und bezieht sich auf die Region Svealand. Die älteste schwedische Bezeichnung war wohl Sväthiud und ist angelehnt an das isländische Svithiod, das Volk der Svear bedeutete.
Im heutigen Schweden ist die Einteilung nach Landesteilen von marginalem Interesse. Es wird hauptsächlich in der Meteorologie und in zusammenfassender Statistik verwandt. In der NUTS-Gliederung verwendet man heute – etwas umfassender – für den Raum Mittelschweden (schwedisch Mellansverige) als folgende Riksområdena (Reichsgebiete):
- Stockholm/Stockholms län (SE11/SE110)
- Östra Mellansverige (SE12 ‚Ost-Mittelschweden‘) mit Uppsala (SE311), Södermanlands (SE122), Östergötlands (SE123), Örebro (SE124) und Västmanlands län (SE125)
- Norra Mellansverige (SE31 ‚Nord-Mittelschweden‘) mit Värmlands (SE311), Dalarnas (SE312) und Gävleborgs län (SE313)